# الطريق الأوروبي E39
الطريق الأوروبي E39 هو طريق يبلغ طوله 1330 كيلومتر (830 ميل) بين الشمال والجنوب في النرويج والدنمارك، ويمتد من كليت جنوب تروندهايم إلى آلبورغ ، عبر بيرغن وستافنجر وكريستيانساند.